# Gongora rufescens
Gongora rufescens là một loài thực vật có hoa trong họ Lan. Loài này được Jenny mô tả khoa học đầu tiên năm 1985.

## Hình ảnh

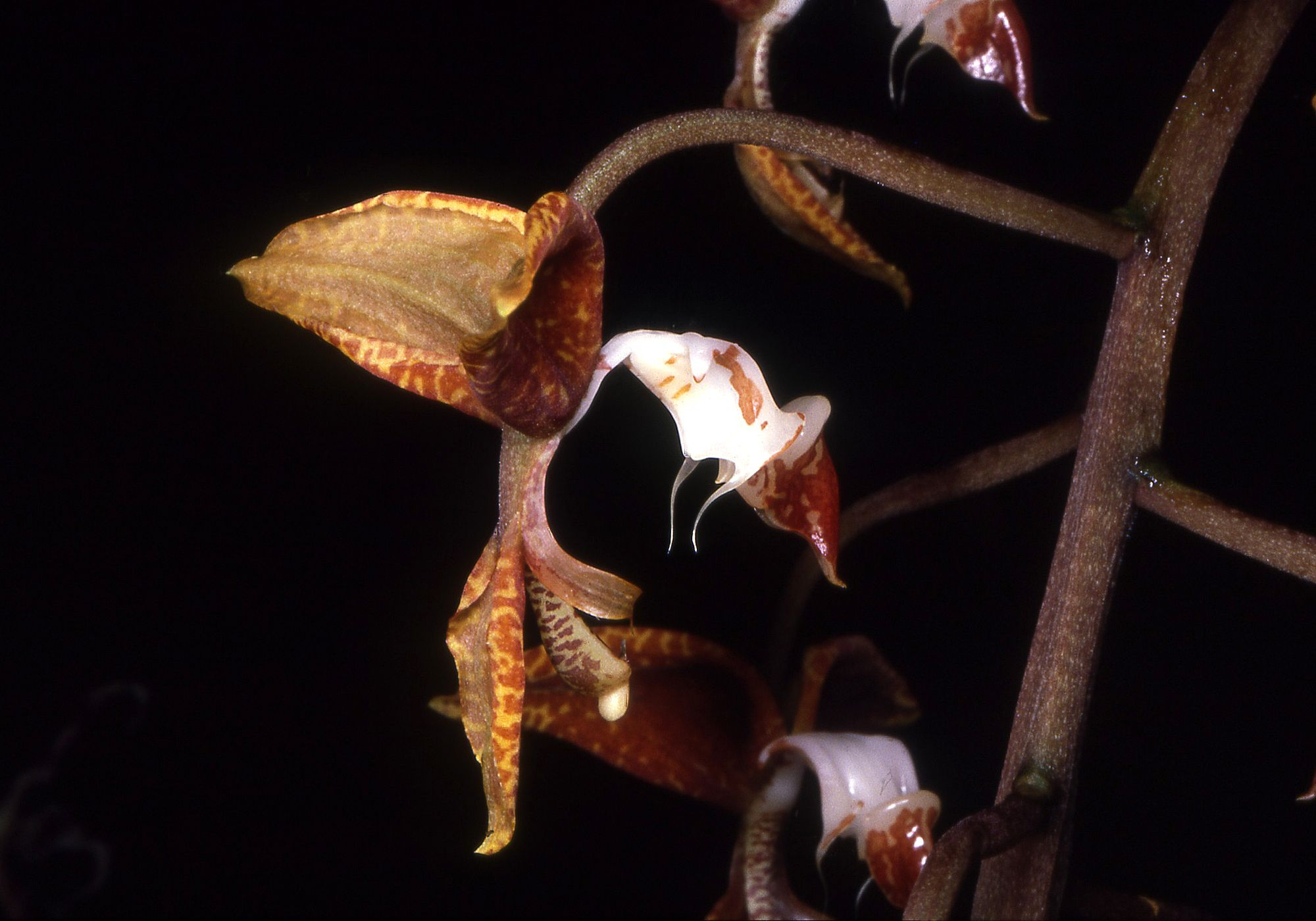
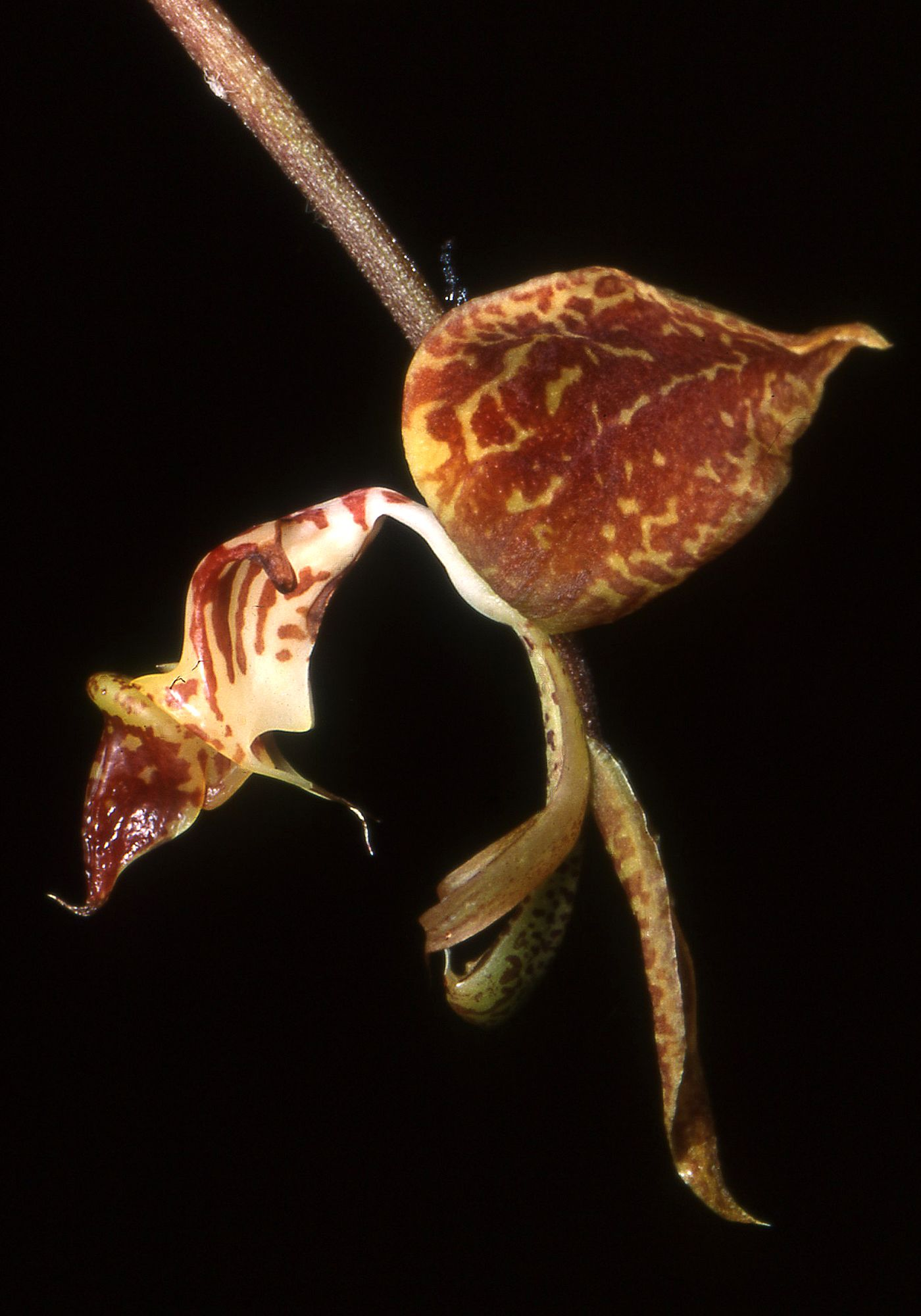